# Neocyamus physeteris
Neocyamus physeteris is een vlokreeftensoort uit de familie van de Cyamidae. De wetenschappelijke naam van de soort is voor het eerst geldig gepubliceerd in 1888 door Pouchet.